# Тобело (язык)

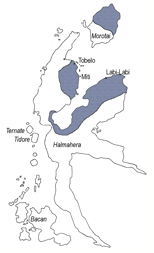
Регион где говорят на языке тобело

Тобело — язык западно-папуасской группы, на котором говорят на восточном индонезийском острове Хальмахера и по отдельным частям ещё на нескольких соседних островах. Центр тобело-говорящих находится в районе (индонезийский kecematan) Тобело, расположенный на западном берегу залива Као, района столицы, также известный как Тобело, выступает в качестве регионального, торгового и административного центра и крупнейший населенный пункт на Хальмахера.

## Диалекты
Язык тобело разделяется на шесть главных диалектов (Voorhoeve 1988):
- Боэнг
- Додинга
- Диалект Озера Пака
- Кукумутук
- Попон
- Тугутил или «Лесной тобело» может представлять другие диалектные варианты, но это не было хорошо документированно